# Diocèse de Savannah
Le diocèse de Savannah (Dioecesis Savannensis) est un territoire ecclésiastique de l'Église catholique romaine aux États-Unis suffragant depuis 1962 de l'archidiocèse d'Atlanta, dont le siège est à Savannah en Géorgie. Son église-mère est la cathédrale Saint-Jean-Baptiste de Savannah.

## Histoire
Le diocèse a été érigé par Pie IX le 3 juillet 1850 avec un territoire de 95 928 km2 cédé par les diocèses de Charleston et de Mobile. Il est alors suffragant de l'archidiocèse de Baltimore. Dès 1857, il est divisé pour donner naissance au vicariat apostolique de Floride. 
Il prend le nom de diocèse de Savannah-Atlanta en 1937 et compte, en 1950, 30 922 catholiques (seulement 1 % de la population) dans 63 paroisses desservies par 38 prêtres diocésains, 91 prêtres réguliers et 295 religieuses. Le diocèse est partagé le 2 juillet 1956 en diocèse de Savannah et diocèse d'Atlanta (devenu archidiocèse aujourd'hui), par la bulle de Pie XII Amplissimas Ecclesias.
Il compte, en 2010, 84 500 baptisés catholiques sur 2 904 000 habitants (2,9 % de la population). Le diocèse englobe 55 paroisses desservies par 104 prêtres (dont 22 réguliers) et 56 diacres permanents, ainsi que 88 religieuses et 4 frères (outre les prêtres réguliers).
Le siège épiscopal est tenu depuis 2020 par Stephen Douglas Parkes (en).

## Ordinaires
- Liste des évêques de Savannah

### Articles liés
- Archidiocèse d'Atlanta
- Liste des juridictions catholiques aux États-Unis
- Église catholique aux États-Unis
- Savannah